# Julio César de León
Julio César de León Dailey, mais conhecido como Julio César de Léon, (Puerto Cortés, 13 de setembro de 1979), é um futebolista hondurenho naturalizado italiano que atua como meia e atacante. Atualmente joga pelo Miami United.

## Carreira
Leon fez parte do elenco da Seleção Hondurenha de Futebol nas Olimpíadas de 2000.
Foi convocado para a Copa do Mundo de 2010, mas teve de ser cortado na véspera da estreia de Honduras por conta de um rompimento em um músculo da perna, e foi substituído por Jerry Palacios. Pouco tempo depois, assinou com o Shandong Luneng, da China.

## Estatísticas
Até 8 de maio de 2016.

### Clubes
| Clube             | Temporada         | Campeonato nacional | Campeonato nacional | Campeonato nacional | Copa nacional[a] | Copa nacional[a] | Copa nacional[a] | Competições continentais[b] | Competições continentais[b] | Competições continentais[b] | Outros torneios[c] | Outros torneios[c] | Outros torneios[c] | Total | Total | Total   |
| Clube             | Temporada         | Jogos               | Gols                | Assist.             | Jogos            | Gols             | Assist.          | Jogos                       | Gols                        | Assist.                     | Jogos              | Gols               | Assist.            | Jogos | Gols  | Assist. |
| ----------------- | ----------------- | ------------------- | ------------------- | ------------------- | ---------------- | ---------------- | ---------------- | --------------------------- | --------------------------- | --------------------------- | ------------------ | ------------------ | ------------------ | ----- | ----- | ------- |
| Miami United      | 2016              | 1                   | 1                   | 0                   | 0                | 0                | 0                | 0                           | 0                           | 0                           | 0                  | 0                  | 0                  | 1     | 1     | 0       |
| Miami United      | Total             | 1                   | 1                   | 0                   | 0                | 0                | 0                | 0                           | 0                           | 0                           | 0                  | 0                  | 0                  | 1     | 1     | 0       |
| Total na carreira | Total na carreira | 1                   | 1                   | 0                   | 0                | 0                | 0                | 0                           | 0                           | 0                           | 0                  | 0                  | 0                  | 1     | 1     | 0       |

- a. ^ Jogos da Copa dos Estados Unidos
- b. ^ Jogos da Liga dos Campeões da CONCACAF
- c. ^ Jogos do Amistoso

## Títulos
Seleção Hondurenha
- Copa América de 2001: 3º Lugar

Olimpia
- Campeonato Hondurenho: 2000-01

Shandong Luneng
- Super Liga Chinesa: 2010